# Роланд Пердун
Роланд Пердун (англ. Roland the Farter, відомий у сучасних записах як Roland le Fartere, Roulandus le Fartere або Roland le Petour) був середньовічним метеористом, який жив в Англії дванадцятого століття. Йому було надано садибу Гемінгстон і 30 акрів (12 гектарів) землі в обмін на його послуги блазня короля Генріха II. Щороку він був зобов'язаний виконувати "Unum saltum et siffletum et unum bumbulum " (один стрибок і свисток і один пук) для королівського двору на Різдво.

## Дивитися також
- Le Pétomane
- Містер Метан